# Bundesstraße 388
Die deutsche Bundesstraße 388 (Abkürzung: B 388) führt von Ismaning im Norden Münchens über Erding, Pfarrkirchen und Passau bis zur österreichischen Staatsgrenze bei Wegscheid, allerdings nicht durchgängig unter dieser Nummer. Zwischen Pocking und Passau ersetzen B 12 und A 3 die Trasse. Die B 388 ist eine der wenigen Bundesstraßen im Nummernbereich zwischen 328 und 432 mit größerer Länge.

## Geschichte
Die Bundesstraße 388 ging 1949 aus der Reichsstraße 388 hervor. Zunächst wurde ab 1940 die Strecke von Zichenau im an Ostpreußen angegliederten Regierungsbezirk Zichenau nach Pultusk, das 1941 in „Ostenburg“ umbenannt wurde, eingerichtet.
Im Jahre 1941 gab man diese Streckenführung jedoch zugunsten des östlichen Abschnitts der heutigen Strecke auf. Die R 388 führte jedoch weiter über Öpping/Rohrbach (Kreuzung mit R 341), Leonfelden, Freistadt (R 95), Sandl, Groß Gerungs, Zwettl (Kreuzung mit R 31, R 346), Neupölla, Horn (Kreuzung mit R 170, R 343), Eggenburg, Schöngrabern (Kreuzung mit R 96), Ernstbrunn, Mistelbach, Wilfersdorf (Kreuzung mit R 116 und R 374), Zistersdorf und schließlich nach Dürnkrut an der Grenze zur Slowakei. Damit waren Oberbayern, Oberösterreich und Niederösterreich (damals Oberdonau und Niederdonau) in ihren nördlichen Teilen durch eine West-Ost-Verbindung erschlossen.
Der 174,8 km lange Abschnitt der ehemaligen R 388 in Oberösterreich und Niederösterreich bis Horn (Niederösterreich) wird heute als Böhmerwald Straße (B 38) bezeichnet, wobei bis 1983 der Abschnitt zwischen Freistadt und der Staatsgrenze bei Kollerschlag als Sternwald Straße (B 128) bezeichnet wurde. Von Horn (Niederösterreich) bis Schöngrabern wird der ehemalige Verlauf der R 388 durch die Waldviertler Straße (B 2) und zwischen Hollabrunn und der slowakischen Grenze durch die Mistelbacher Straße (B 40) fortgeführt.

## Kosten
Im Bundesverkehrswegeplan 2003 wurden die Kosten für Ortsumfahrung Taufkirchen mit 11,4 Millionen Euro angegeben. Zwischen 2009 und 1. August 2017 stiegen die Kosten für den Bereich B 388 bis Hallbergmoos von 24,8 Mio. Euro (Haushaltseinstellung) um 27 Prozent auf 31,5 Mio. Euro (Kosten Straßenbauplan).

## Verlauf

### Westlicher Abschnitt (zirka 143Kilometer)
Bei Ismaning bei München beginnt die B 388 am Abzweig von der B 471 und verläuft dann in nordöstlicher Richtung über den Ortsteil Fischerhäuser mit dem Abzweig zu B 301 über Moosinning nach Erding, das südlich tangiert wird. Hier kreuzt unter anderem die „Flughafentangente Ost“. In der Folge führt die B 388 in östlicher Richtung durch das Erdinger Holzland nach Taufkirchen, wo die B 388 auf die B 15 trifft. Weiter geht es über Velden nach Vilsbiburg, wo sie einige Kilometer gemeinsam mit der B 299 verläuft. Über Gangkofen und Massing, die wie Velden und Vilsbiburg nur tangiert werden, geht es hinein ins Rottal, wo Eggenfelden mit der B 20 und der B 588 erreicht wird. Nach einigen Kilometern gemeinsamem Verlauf mit der B 20 verläuft die B 388 weiter in östlicher Richtung über Pfarrkirchen, Bad Birnbach, Bad Griesbach und Ruhstorf zur B 12 nordöstlich von Pocking.

### Unterbrochener Abschnitt (zirka 26Kilometer)
Die B 388 ist von Pocking bis Passau durch die B 12 und die A 3 ersetzt.

### Östlicher Abschnitt (zirka 34Kilometer)
Im Passauer Stadtteil Ilzstadt endet die Ersetzung, die B 388 verläuft nun auf etwa 15 Kilometer direkt am Ufer der Donau unterhalb der Steilhänge des Bayerischen Waldes. Ab Obernzell steigt die Bundesstraße jedoch in die Höhen des südlichen Bayerwaldes auf und führt durch Untergriesbach und Wegscheid zur österreichischen Grenze. Jenseits der Grenze gelangt man auf der B 38 nach Freistadt.

## Ausbauplanung

### Ortsumfahrung Taufkirchen
Im Bundesverkehrswegeplan 2003 war die Ortsumfahrung Taufkirchen (Vils) als Projekt BY8311 im vordringlichen Bedarf eingestuft. Es handelte sich um einen 5 km langen zweistreifigen Neubau. Im letzten hierzu gehörenden Investitionsrahmenplan – gültig für den Zeitraum 2011 bis 2015 – war dieses Projekt in der Kategorie D „weitere wichtige Vorhaben“ gelistet, da hier das Erreichen der Baureife nach 2015 erwartet wurde. Für dieses Vorhaben liegt seit 23. September 2015 ein Planfeststellungsbeschluss vor, der aber (Stand: August 2017) beklagt ist.

### Nördliche Ortsumfahrung Passau
Das Projekt B388-G050-BY – nördliche Ortsumfahrung Passau – wurde erstmals in den Bundesverkehrswegeplan 2030 aufgenommen und in den vordringlichen Bedarf eingestuft. Die Kostenschätzung für die 8,5 km lange 2- bzw. 3-streifige Neubautrasse beträgt 61,9 Millionen Euro. Eine Trassenvariantenuntersuchung ist erfolgt. Das Kosten-Nutzen-Verhältnis und die Umweltrelevanz wurden als hoch eingestuft. Als eine Trassenvariante war auch der Georgsbergtunnel in Passau untersucht worden, welcher aber im Vergleich schlechter abschnitt.

## Bundesverkehrswegeplan 2030
Im ersten Referentenentwurf zum Bundesverkehrswegeplan 2030 sind insgesamt neun Vorhaben zur B 388 genannt. Diese sind in zwei Kategorien gelistet:
- Neue Vorhaben – Vordringlicher Bedarf (VB) und Vordringlicher Bedarf-Engpassbeseitigung (VB-E)
- Neue Vorhaben – Weiterer Bedarf (WB)

Drei Projekte sind mit vordringlicher Bedarf (VB) gekennzeichnet; bei weiteren vieren ist nicht angegeben, ob es sich um VB oder VB-E handelt. Zwei Projekte sind im weiteren Bedarf (WB) eingruppiert. Dabei handelt es sich um folgende Projekte:
| Kategorie | Projektnummer       | Straßen- nummer | Abschnitt                                                              | Ausbauziel                        | Länge in km | Investitions- kosten in Mio. Euro | Nutzen- kosten- verhältnis | Umwelt- und naturschutz- fachliche Beurteilung | Städtebauliche Beurteilung | Planungssituation                                            |
| --------- | ------------------- | --------------- | ---------------------------------------------------------------------- | --------------------------------- | ----------- | --------------------------------- | -------------------------- | ---------------------------------------------- | -------------------------- | ------------------------------------------------------------ |
| VB        | B388-G010-BY        | B 388           | Ismaning (471) bis Fischerhäuser (B 301)                               | Erweiterung auf vier Fahrstreifen | 3,1         | 22,2                              | 7,4                        | mittel                                         |                            | ohne Planungsbeginn                                          |
| VB        | B388-G020-BY        | B 388           | Ismaning bis Taufkirchen                                               | Neubau zwei- bzw. dreistreifig    | 21,0        | 86,0                              | 7,2                        | hoch                                           | hoch                       | ?                                                            |
| ?         | B388-G020-BY-T02-BY | B 388           | Ortsumfahrung Erding (mit Anbindung Flughafen)                         | Neubau zwei- bzw. dreistreifig    | ohne Angabe | ohne Angabe                       | ohne Angabe                | ohne Angabe                                    |                            | Umweltverträglichkeits-/ Variantenuntersuchung abgeschlossen |
| ?         | B388-G020-BY-T01-BY | B 388           | Ortsumfahrung Moosinning                                               | Neubau zweistreifig               | ohne Angabe | ohne Angabe                       | ohne Angabe                | hoch                                           | hoch                       | Umweltverträglichkeits-/ Variantenuntersuchung abgeschlossen |
| ?         | B388-G020-BY-T04-BY | B 388           | Ortsumfahrung Taufkirchen/Vils                                         | Neubau zweistreifig               | ohne Angabe | ohne Angabe                       | ohne Angabe                | ohne Angabe                                    | hoch                       | Planfeststellung beantragt                                   |
| ?         | B388-G020-BY-T03-BY | B 388           | Ortsumfahrung Grünbach                                                 | Neubau zweistreifig               | ohne Angabe | ohne Angabe                       | ohne Angabe                | ohne Angabe                                    | hoch                       | ohne Planungsbeginn                                          |
| VB        | B388-G050-BY        | B 388           | nördliche Ortsumfahrung Passau                                         | Neubau zwei- bzw. dreistreifig    | 8,5         | 61,9                              | >10                        | hoch                                           |                            | Umweltverträglichkeits-/ Variantenuntersuchung abgeschlossen |
| WB        | B388-G030-BY        | B 388           | Ortsumfahrung Wolferding Trauterfing und Ortsumfahrung Johanneskirchen | Neubau zweistreifig               | 3,9         | 10,9                              | 2,6                        | gering                                         |                            | Vorplanung läuft                                             |
| WB        | B388-G040-BY        | B 388           | Ortsumfahrung Brombach                                                 | Neubau zweistreifig               | 5,1         | 23,7                              | 1,4                        | mittel                                         |                            | Umweltverträglichkeits-/ Variantenuntersuchung abgeschlossen |
| Gesamt    |                     |                 |                                                                        |                                   | (41,6)      | (204,7)                           |                            |                                                |                            |                                                              |

1. ↑  Ist die Planfeststellung beantragt, ein Planfeststellungsbeschluss ergangen oder die Umweltverträglichkeits-/Variantenuntersuchung abgeschlossen, kann hinsichtlich der Prüftiefe eine weitere Trassenplausibilitätsprüfung entfallen (Umweltbericht zum BVWP 2030, Seiten 31ff.).

Für diese Projekte wird die Flächeninanspruchnahme wie folgt angegeben:
1. Ismaning (471) bis Fischerhäuser (B 301): 5,1 Hektar
2. Ismaning bis Taufkirchen: 59,8 Hektar
3. Ortsumfahrung Erding (mit Anbindung Flughafen): ? Hektar
4. Ortsumfahrung Moosinning: ? Hektar
5. Ortsumfahrung Taufkirchen/Vils: ? Hektar
6. Ortsumfahrung Grünbach: ? Hektar
7. nördliche Ortsumfahrung Passau: 25,4 Hektar
8. Ortsumfahrung Wolferding Trauterfing und Ortsumfahrung Johanneskirchen: 13,8 Hektar
9. Ortsumfahrung Brombach: 17,6 Hektar

Folgende Projektvarianten wurden nicht in den ersten Referentenentwurf aufgenommen und mit „kein Bedarf“ (KB) eingestuft::
- B388-G060-BY – OU Obernzell und OU Untergriesbach,
- B388-G060-BY-T01-BY – OU Obernzell,
- B388-G060-BY-T02-BY – OU Untergriesbach und
- B388-G070-BY – OU Wegscheid.

An die Veröffentlichung des Referentenentwurfes schloss sich eine sechswöchige Öffentlichkeitsbeteiligung an. Nach Auswertung der eingegangenen Stellungnahmen lag ein überarbeiteter Kabinettsentwurf vor, in dem die Ortsumfahrung Taufkirchen/Vils im vordringlichen Bedarf enthalten war. Nach der Ressortabstimmung Ende Juli 2016 hat das Bundeskabinett den Plan am 3. August 2016 beschlossen.

## Trivia
Für LKW bestand nach dem Bundesfernstraßenmautgesetz (BFStrMG) bis zum 30. Juni 2018 keine Mautpflicht auf der B 388. Seit dem 1. Juli 2018 sind Bundesstraßen für LKW ab 7,5 Tonnen generell mautpflichtig.
Für den Neubau einer vierstreifigen Bundesstraße geht man von folgenden Brutto-Flächenbedarfen (Trassenbreiten inklusive Nebenflächen, Böschungen und Einschnitten) aus:
- ohne Standstreifen: 36 m in ebenem Gelände, 56 m in bewegtem Relief bzw. Niederungsbereich sowie 65 m in stark bewegtem Relief
- mit Standstreifen: 40 m in ebenem Gelände, 60 m in bewegtem Relief bzw. Niederungsbereich sowie 70 m in stark bewegtem Relief.

Für einen dreistreifigen Ausbau gilt:
- ohne Standstreifen: 28,5 m in ebenem Gelände, 45 m in bewegtem Relief bzw. Niederungsbereich sowie 52 m in stark bewegtem Relief
- mit Standstreifen: 32,5 m in ebenem Gelände, 49 m in bewegtem Relief bzw. Niederungsbereich sowie 57 m in stark bewegtem Relief.

Bei einer zweistreifigen Bundesstraße sehen die Werte wie folgt aus:
- ohne Standstreifen: 21 m in ebenem Gelände, 33,5 m in bewegtem Relief bzw. Niederungsbereich sowie 39 m in stark bewegtem Relief
- mit Standstreifen: 25 m in ebenem Gelände, 37,5 m in bewegtem Relief bzw. Niederungsbereich sowie 44 m in stark bewegtem Relief.